# Pretty Wild
Pretty Wild fue un programa de telerrealidad emitido por el canal estadounidense E! entre marzo y mayo de 2010. Presentó a las hermanas y socialités Alexis Neiers, Tess Taylor y Gabby Neiers, siguiendo su introducción en la vida social de Hollywood, Los Ángeles y el proceso judicial de Alexis en relación con el Bling Ring. Pese a solo contar con una sola temporada el programa ha ganado un estatus de culto por su carácter ocasionalmente excéntrico y raro. 

## Argumento
El show se centra en la exmodelo de lencería y playmate Andrea Arlington y sus tres hijas Alexis y Gabby Neiers y Tess Taylor, hija de una amiga de Andrea adoptada por ésta de manera no oficial. La familia se muda a Hollywood intentando lanzar las carreras de modelo de las dos hermanas mayores mientras acuden a los clubs de moda y los mejores eventos. Simultáneamente se sigue el proceso judicial de Alexis desde su arresto en el piloto hasta su condena en el último capítulo por sus vínculos con el Bling Ring, un grupo de adolescentes dedicados a irrumpir en casas de famosos como Paris Hilton, Lindsay Lohan, Rachel Bilson, Orlando Bloom o Ashley Tisdale con el objetivo de robar joyas, ropa de alta costura o narcóticos.

## Reparto
- Tess Taylor  (18 años) es la hija adoptiva no oficial de la exmodelo Andrea Arlington. Intenta lanzar su carrera como modelo y es una Cyber Girl de Playboy.
- Alexis Neiers (19 años) es la hija de Arlington. También intenta lanzar su carrera como modelo y limpiar su nombre tras su arresto relacionado con los robos del "Bling Ring".
- Gabby Neiers (15 años) es la hermana menor de Alexis.
- Andrea Arlington es la madre de Alexis y Gabby y madre adoptiva de Tess. Antigua playmate y modelo de ropa interior durante los 80, ahora ayuda a manejar y desarrollar las carreras de modelo de sus hijas Tess y Alexis.
- Jerry Dunn es el marido de Andrea y el padrastro Tess, Gaby y Alexis.

## Episodios
| N.º | Título                              | Fecha de emisión    | Sinopsis |
| --- | ----------------------------------- | ------------------- | --- |
| 1   | The Arrest                          | 14 de marzo de 2010 | Conocemos a Tess Taylor, Alexis Neiers y Gabrielle Neiers, una familia diferente de Los Angeles. Alexis es arrestada por su relación con el Bling Ring y sus irrupciones en las mansiones de las estrellas de Hollywood.                                                    |
| 2   | The Hearing                         | 21 de marzo de 2010 | Alexis acude a la audiencia preliminar acusada de robo en distintas residencias de famosos. |
| 3   | The Move                            | 28 de marzo de 2010 | La familia poco a poco se acostumbra a una nueva vida en Hollywood. La madre de Tess trata de contactar con ella. Gabby quiere hacer amigos de su edad. |
| 4   | The Party                           | 11 de abril de 2010 | Gabby celebra sus 16 años con una fiesta de cumpleaños. Alexis se encuentra cara a cara con una víctima del Bling Ring. |
| 5   | What Happens in Cabo, Stays in Cabo | 18 de abril de 2010 | Alexis y Tess reciben una invitación para participar en un evento de caridad en Cabo. Alexis sale del país ignorando el consejo de su abogado. |
| 6   | Vanity Unfair                       | 25 de abril de 2010 | Alexis es entrevistada por la revista Vanity Fair para dar su versión de los hechos, pero sale mal parada por la falsificación del artículo. |
| 7   | Mommy Dearest                       | 2 de mayo de 2010   | Alexis podría ser condenada a seis años de cárcel. Estos cargos aterrorizan a Andrea y tiene un efecto negativo en ella. |
| 8   | Birds and Bees                      | 16 de mayo de 2010  | Javier visita a Alexis desde Cabo y ella debe decidirse a hablarle sobre su vínculo con la investigación del Bling Ring. |
| 9   | And So It Is                        | 23 de mayo de 2010  | El actor Orlando Bloom está citado para testificar en contra de Alexis en el juicio y ella cae en las drogas para enfrentarse a esto. A Tess le ofrecen un trabajo en Miami y acude a su novio Max para decidir si se queda a apoyar a Alexis o acude a la sesión de fotos. |